# Saturn 3
Saturn 3 este un film științifico-fantastic din 1980 cu Kirk Douglas, Farrah Fawcett și Harvey Keitel, regizor Stanley Donen. Scenariul este scris de autorul britanic Martin Amis. În același an, a fost publicat romanul Saturn trei de Stephen Gallagher.

## Povestea
O uriașă navă spațială se află pe orbită în jurul planetei Saturn și este programată să lanseze o navetă către unul dintre sateliții lui Saturn, având la bord o mică stație de cercetare experimentală a alimentelor de pe satelit. Stația conține un sistem de hidroponică, care este supravegheat de un echipaj format din două persoane cu calificare științifică și anume Adam (Douglas) și colega și iubita sa Alex (Fawcett). Echipajul este asistat și de trei roboți. Adam, tânăra Alex și câinele lor, Sally, au avut parte de o viață izolată ca în Paradis având o cantitate suficientă de hrană, în timp ce au lăsat în urmă Pământul suprapopulat. Cuplul se află pe Saturn 3 de trei ani, iar Alex și-a petrecut toată viața în spațiu.
Înainte de lansare căpitanul navetei este ucis de către pilotul Benson (Keitel) care era psihologic instabil. Benson îi ia locul pe navetă și pornește către bază, luând cu el un recipient care conține probe de țesut cerebral.
În baza de pe satelit, în timp ce ia legătura cu Pământul este blocat de către o eclipsa de 22 de zile. Experimentul este inițiat de către robotul asistent din „seria Demi-God” pe nume Hector.

## Distribuția
- Farrah Fawcett : Alex
- Kirk Douglas : Adam
- Harvey Keitel : Benson
- Ed Bishop : Harding
- Roy Dotrice : Benson (voce)
- Douglas Lambert : căpitanul James

## Premii
- Prima ediție Zmeura de Aur[3]:
  - nominalizare: Zmeura de Aur pentru cel mai prost actor (Kirk Douglas)[4]
  - nominalizare: Zmeura de Aur pentru cea mai proastă actriță (Farrah Fawcett)
  - nominalizare: Zmeura de Aur pentru cel mai prost film[5]